# Віро-Біч
Віро-Біч (англ. Vero Beach) — місто (англ. city) в США, адміністративний центр округу Індіан-Рівер штату Флорида. Населення — 16 354 особи (2020). Місто розташовано на Атлантичному океані на півночі флоридського Скарбового узбережжя й є частиною конурбації Великого Маямі.

## Історія

### Доколумбова історія
Частини скелета людини була виявлена на північ від Віро-Біч у поєднанні з рештками плейстоценних тварин у 1915 році. Знахідка була суперечливою, й думка, що людські останки датуються набагато пізніше плейстоцену, панувала протягом багатьох років. У 2006 році поблизу знахідки «Віро людини» було знайдено зображення мастодонта або мамонта, вирізаного на кістці. Науково-криміналістична експертиза кістки виявила різьблення, що, ймовірно, було зроблено у плейстоцені. Археологи з Мерсіхюрстського університету спільно з Комітетом старовинних островів льодовикового періоду (OVIASC) провели розкопки на майданчику Старої Віро людини у Віро-Біч у 2014–15 роках. Починаючи з 2016 року, археологи з Флоридського атлантичного університету приєдналися до розкопок старовинної людини.

### Післяколумбійська історія
У 1715 році іспанський скарбовий флот зазнав аварії біля узбережжя Віро-Біч. Одинадцять з дванадцяти іспанських суден, що перевозили тони срібла, загинули в урагані. Залишки срібла привабили піратів. Група з 300 безробітних англійських корсарів під керівництвом Генрі Дженнінгса привласнили іспанське золото й срібло на суму 87 500 фунтів стерлінгів у своїх перших вчинках піратства.
У 1872 році капітан Аллен У. Естес офіційно встановив перший земельний патент між Атлантичним океаном та Лагуною Індіанської річки, після поселення у цьому районі в 1870 році.
У 1893 році через цю територію проклали Флоридську східно-бережну залізницю Генрі Флаглера.
13 вересня 1919 року було засновано місто Віро.
У червні 1925 року Віро було офіційно перейменовано на «Віро-Біч» й переведено з повіту Сент-Люсі, у новоутворений повіт Індіан-Рівер, де стало адміністративним центром.
Під час війни 1942 року ВМС США відібрали 6,1 км², що оточують муніципальний аеропорт Віро-Біч для місця військово-морської авіаційної станції Форт-Пірська військово-морська амфібійна тренувальна база. Через практику бомбардувань, що проводилися під час Другої світової війни, багато похованих вибухових речовин, а посадові особи Армійського корпусу з 2014 року проводять постійні обшуки та очищення потенційно небезпечних предметів.
У 1951 році було зведено Барберський міст від материка до бар'єрних островів. Пізніше він був знесений і замінений у 1995 році мостом Мерріл П. Барбер.
У 1957 році компанія Piper Aircraft розпочала дослідження та розробки Віро-Біч. У 1961 році компанія Piper Aircraft перевела до Віро-Біч адміністративні та виробничі операції після завершення будівництва.
У 1965 році міст А1А через Себастьянський інлет з'єднав два бар'єрні острови. У 1979 році було завершено будівництво мосту 17-ї вулиці, що дозволило отримати другу точку доступу від материкового Віро-Біч до бар'єрних островів.

## Географія
Віро-Біч розташоване за координатами 27°38′50″ пн. ш. 80°23′35″ зх. д. / 27.64722° пн. ш. 80.39306° зх. д. (27.647220, -80.393136). За даними Бюро перепису населення США в 2010 році місто мало площу 34,61 км², з яких 29,62 км² — суходіл та 4,99 км² — водойми.

### Клімат
Віро-Біч має вологий субтропічний клімат, з жарким та вологим літом та теплими, сонячними та сухими зимами. Середньорічна температура повітря — 22,6° С, щорічна висока температура 27,4° С й щорічна низька температура 17,8° С. В середньому у Віро-Біч без морозу.

## Демографія
Згідно з переписом 2010 року, у місті мешкало 15 220 осіб у 7505 домогосподарствах у складі 3946 родин. Густота населення становила 440 осіб/км². Було 10258 помешкань (296/км²).
Расовий склад населення:
| - 87,5 % — білих - 4,8 % — чорних або афроамериканців - 1,8 % — азіатів - 0,3 % — корінних американців - 0,1 % — вихідців з тихоокеанських островів - 3,7 % — осіб інших рас |

До двох чи більше рас належало 1,8 %. Частка іспаномовних становила 10,7 % від усіх жителів.
За віковим діапазоном населення розподілялося таким чином: 15,9 % — особи молодші 18 років, 55,7 % — особи у віці 18—64 років, 28,4 % — особи у віці 65 років та старші. Медіана віку мешканця становила 50,9 року. На 100 осіб жіночої статі у місті припадало 94,9 чоловіків; на 100 жінок у віці від 18 років та старших — 93,2 чоловіків також старших 18 років.
Середній дохід на одне домашнє господарство становив 81 110 доларів США (медіана — 39 182), а середній дохід на одну сім'ю — 117 060 доларів (медіана — 68 617). Медіана доходів становила 52 837 доларів для чоловіків та 32 907 доларів для жінок. За межею бідності перебувало 19,9 % осіб, у тому числі 25,4 % дітей у віці до 18 років та 10,1 % осіб у віці 65 років та старших.
Цивільне працевлаштоване населення становило 6496 осіб. Основні галузі зайнятості: освіта, охорона здоров'я та соціальна допомога — 20,7 %, мистецтво, розваги та відпочинок — 16,4 %, роздрібна торгівля — 13,7 %, науковці, спеціалісти, менеджери — 11,4 %.

## Господарство
У Віро-Біч є виробник авіації Piper Aircraft, що є найбільшим приватним роботодавцем у повіті Індіан-Рівер. Станом на липень 2015 року у Пайпер Ейркрафт працювало приблизно 750 осіб. Поза Пайпером, основна частина комерційної активності у Віро-Біч займається туризмом, цитрусовою промисловістю та обслуговуванням.

### Пляжі
Пляжі у Віро-Біч є частиною Скарбового узбережжя Флориди. Три основні громадські пляжі Віро-Біч називаються Саут-Біч. Ці пляжі охороняються 9-17. 42 км пляжів розташовано у повіті Індіан-Рівер. У Віро-Біч є також інші безкоштовні маршрути громадського доступу та доріжки з доступом до пляжу, такі як Ріомар-Біч, Сі-Ков, Сі-Грейп трейл, Секстон Плаза й Тюртл трейл.

### Водний відпочинок в лагуні Індіанської річки
Лагуна Індіанської річки, що проходить через Віро-Біч, утворює значну частину Внутрішньобережного водного шляху є центром для катання на човнах й каяках, риболовлі, водних лижах та дайвінгу.

### Курорти
Діснейський Віро-Біцький курорт розташовано у Вабассо, невеликому містечку на північ від Віро-Біч.

### Історичний Доджертаун
Віро-Біч є домом для історичного Доджертауна, колишньої весняної навчальної бази бейсбольної команди Лос-Анджелес Доджерс. Доджери покинули Віро-Біч у 2008 році для нової бази у Глендейлі, штат Аризона. Тепер база слугує цілорічним багатоцільовим комплексом для спортсменів будь-якого віку.

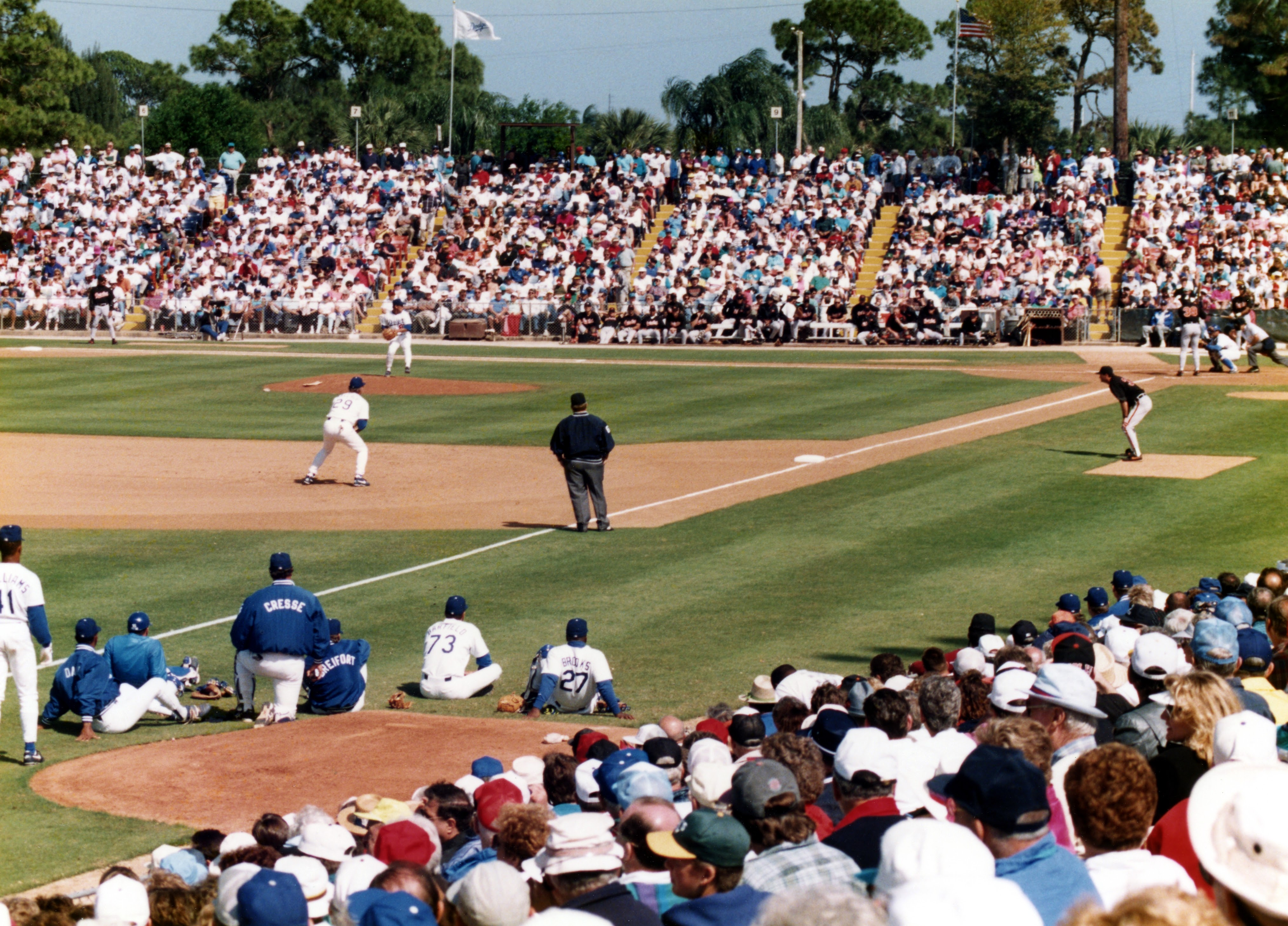
Віро-Біч був весняним будинком тренувань Лос-Анджелес Доджерс з 1948 року. до 2008 року.

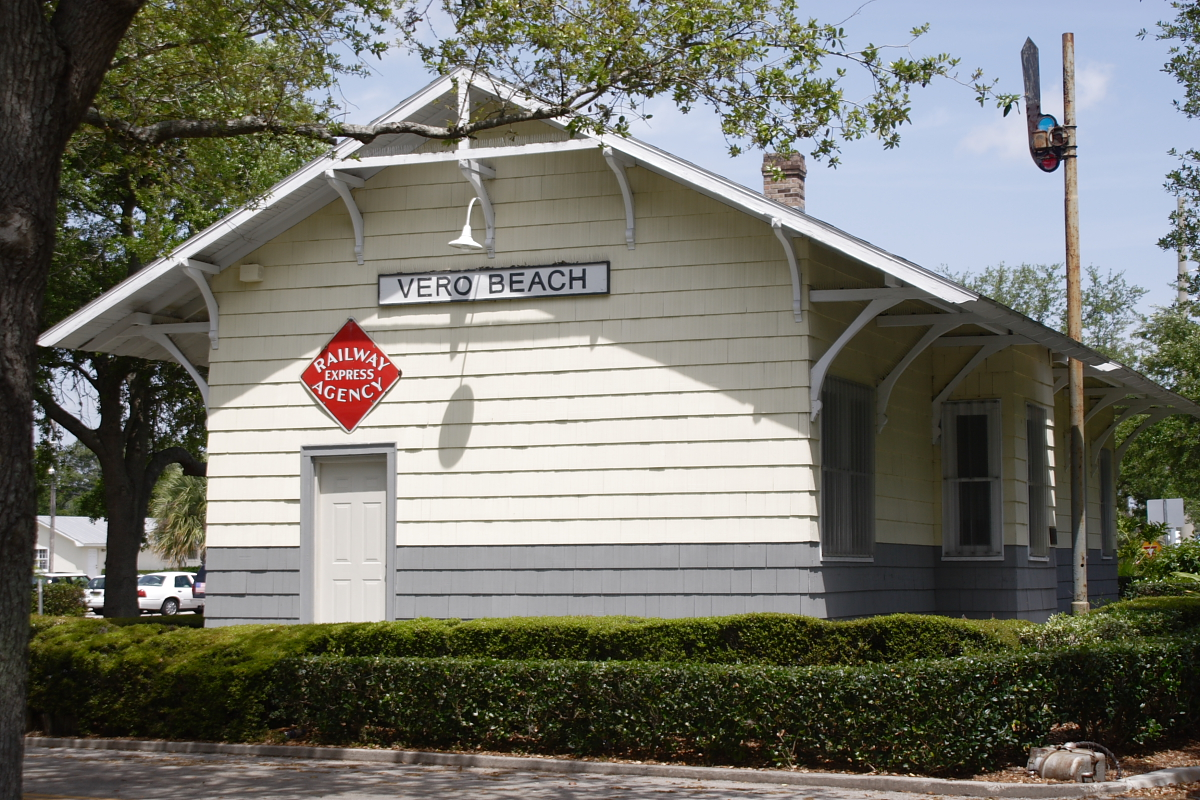
Залізнична станція Віро-Біч

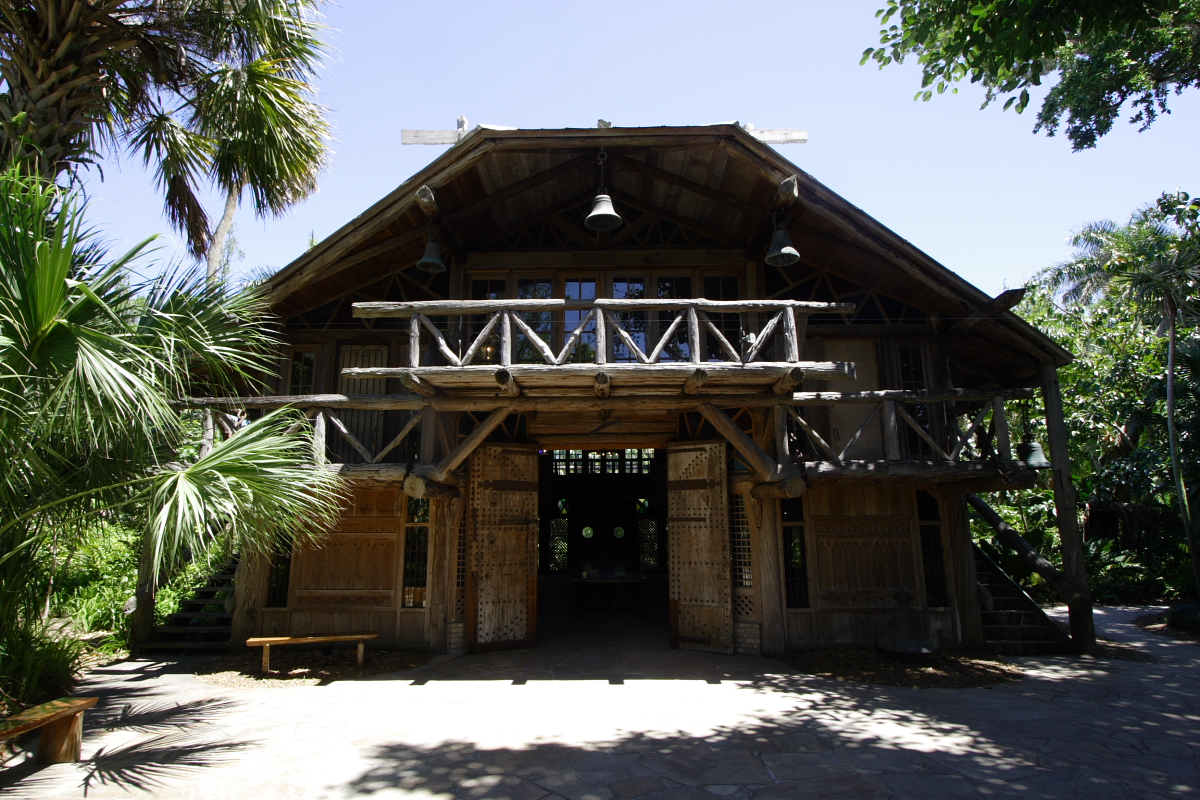
Джунглеві сади джунглів Маккі

## Транспорт
Регіональний аеропорт Віро Біч — громадський аеропорт, що розташовано на відстані однієї милі на північний захід від пляжу Віро, який пропонує комерційне обслуговування літаків Elite Airways.
Віро-Біч обслуговується маршрутами GoLine Bus.
Магістраль Флоридської Східно-бережної залізниці (FEC) ділить Віро-Біч, з активним постчанням у місті замовникам пиломатеріалів й будівельних виробів.  

## Освіта
- Індіан-Рівер державний коледж — кампус Мюллера
- Технічний коледж Скарбрвого узбережжя[19]

## Відомі мешканці
- Співачка Глорія Естефан має будинок і є власником готелю в Веро Біч[20]
- Іван Лендл, колишній професійний тенісист[21]
- Елісон Моссхарт, співачка The Kills and The Dead Weather[22]
- Марді Фіш, колишній професійний тенісист і срібний призер Олімпійських змагань